# Georg Martin Schulze
Georg Martin Schulze (14 de agosto de 1909-17 de julio de 1985) fue un botánico, y farmacéutico alemán, realizando extensas exploraciones al este de Alemania (principalmente Jena & Turingia). Duplicados de sus especímenes se hallan en el "Herbario Haussknecht"
Trabajó de manera destacada en el Código Internacional de Nomenclatura Botánica.

## Algunas publicaciones

### Libros
- 1954. Internationaler Code der Botanischen Nomenklatur: angenommen vom 7. Internationalen Botanischen Kongreß, Stockholm, Juli 1950 ; deutsche Fassung. Ed. Hayn. 184 pp.

- La abreviatura «G.M.Schulze» se emplea para indicar a Georg Martin Schulze como autoridad en la descripción y clasificación científica de los vegetales.[4]